# Guerino Dominique Picchi
Guerino Dominique Picchi OFM (* 26. August 1915 in Ferentino, Italien; † 19. Juli 1997) war Apostolischer Vikar des Apostolischen Vikariats von Aleppo in Syrien.

## Leben
Guerino Dominique Picchi trat der Ordensgemeinschaft der Franziskaner (OFM) bei und empfing 1941 die Priesterweihe.
Papst Johannes Paul II. ernannte ihn 1980 zum Titularbischof von Sebaste in Palaestina und bestellte ihn zum Apostolischen Vikar von Aleppo in Syrien. Die Bischofsweihe spendete ihm am 6. Januar 1982 der damalige Apostolische Pro-Nuntius in Syrien Angelo Pedroni; Mitkonsekratoren waren der armenisch-katholische Erzbischof von Aleppo Georges Layek und der melkitisch griechisch-katholische Erzbischof von Aleppo Néophytos Edelby.
1992 wurde seinem altersbedingten Rücktrittsgesuch durch Johannes Paul II. stattgegeben.